# ジェシカ・メイア
ジェシカ・ウルリカ・メイア（Jessica Ulrika Meir, IPA：/ M ɪər / M-EER ; 1977年7月1日 - ）は、スウェーデン人国籍を持つ2人目の宇宙飛行士であり、スウェーデン国籍を持つ女性として初めての宇宙飛行士である。

## 概要
父親はイスラエル系アメリカ人で、母親はヴェステロース出身のスウェーデン人。ブリティッシュコロンビア大学での比較生理学の博士研究の後 、ボストンのマサチューセッツ総合病院のハーバード大学医学大学院で麻酔の助教授を務めた。南極大陸の皇帝ペンギンの潜水生理学と行動およびヒマラヤ上を移動することができるインドガンの生理学を研究した。
2002年9月、NASA極限環境ミッション運用（NEEMO 4）乗組員のアクアナット(長期間に海中施設で暮らし海洋データを提供する潜水技術者や科学者)を務めた。
2013年、NASAに宇宙飛行士グループ21に選ばれる。搭乗したソユーズMS-15が2019年9月25日に国際宇宙ステーション（ISS）に打ち上げられ、メイアは第61次および第62次の長期滞在のフライト・エンジニアを務めている。2019年10月18日、宇宙飛行士クリスティーナ・コックとジェシカメアーは、女性だけの宇宙遊泳に参加した最初の女性となった。米国とスウェーデンの両方の市民権を持っている。

## 生い立ちとキャリア
1977年7月1日、メイン州カリブーで、看護師であったスウェーデン人の母親と、医師として働いていたイラク系ユダヤ人のイスラエル人の父親の間に生まれた。
メイン州田舎のユダヤ人の伝統で育った彼女は、テレビでスペースシャトルのミッションを見た後、宇宙に飛び込むことに触発された。NASAや宇宙プログラムで働く知人はいなかった。彼女は母親から学んだ自然への愛と、父親の放浪と冒険に対する好みから、宇宙探検に個人的として参加するという永遠の夢が生まれた。「そして、それは星がメイン州の田舎でとても明るく輝いたという事実と関係があるかもしれない」とメイアは付け加えている
メイアは、パデュー大学の青年宇宙キャンプに参加し、ブラウン大学での生物学部での研究中に、NASAの低重力航空機「嘔吐彗星」（英: Vomit Comet、NASAが軽減重力研究計画に使う航空機の愛称）で実験を行った。2003年、フランスのストラスブールにある国際宇宙大学で宇宙研究の修士号を取得した。

## 比較生理学研究
スクリップス海洋研究所の2009年の海洋生物学で博士号を取得。皇帝ペンギンとキタゾウアザラシの潜水機能に関する生理学に関する研究を行う。
マクマード湾のペンギン牧場でフィールドワークを行い、皇帝ペンギンの氷の下での潜水能力を調べた。また、北カリフォルニア沖の太平洋でゾウアザラシの潜水を研究した。
ブリティッシュコロンビア大学で博士研究を行い、インドガンを飼育し、ヒマラヤ上の飛行中の高高度と低酸素レベルの耐性を制御された環境で研究できるようにした。2012年、ハーバード大学医学部/マサチューセッツ総合病院で麻酔の助教授として研究を続け、その後、宇宙飛行士団に入るために休学した。

## NASAの経歴
修士号を取得した後、テキサス州ヒューストンのNASAジョンソン宇宙センターにある人間に関する研究施設（HRF）の実験支援研究者として、2000年から2003年までロッキードマーティンスペースオペレーションズで働いた。宇宙飛行士がスペースシャトルや国際宇宙ステーション（ISS）ミッションで行った人間の宇宙ライフサイエンス実験を調整や支援した。これらの実験には、宇宙飛行環境で身体プロセスが変化したかどうかを判断するための生理学的研究（骨量減少、筋肉制御/萎縮、肺機能など）が含まれていた。メイアはこれらの実験を必要なレビューサイクルに導き、宇宙飛行士が軌道上で使用する手順を開発し、訓練を受けた乗組員を配置し、宇宙飛行士がシャトルまたはISSで実験を行っている間、ミッション・コントロールセンターで地上支援を提供した。
2002年9月、メイアはNASA-NOAA共同のNASA極限環境ミッション運用（NEEMO 4）の遠征に従事し、フロリダ州キー・ラーゴから5.6km沖合の海中居住施設であるアクエリアス・リーフ・ベースで実施された探査研究ミッションでのアクアナット(潜水乗組員)を務めた。メイアら乗組員らは、極端な環境条件下での作業とトレーニングのため、宇宙と類似するアクエリアスの居住施設から5日間の飽和潜水をし過ごした。ハリケーン・イサドールが原因でミッションが遅れ、国立海中研究センターの管理者は、潜水期間を5日間に短縮することを余儀なくされた。その後、水中ミッションの3日目で、乗組員は、ハリケーン・リリが彼女らの方向に向かっているため、早期にアクエリアスから出発する準備をするよう告げられた。幸いなことに、ハリケーンは脅威ではなくなるほど衰退したため、乗組員は計画満了となる5日間を滞在することができた。
NEEMO 4の時点で、進化生物学および/または極限環境での生活（宇宙生物学）に関連する分野で博士号取得を目指した。彼女は海洋生物学にも魅了され（NEEMOミッションに適している）、特定の研究テーマを調整してこれらの主な関心事を組み合わせることを望んでいた。スクリップス海洋研究所で潜水生理学を研究し、2009年に海洋生物学で博士号を受けた。
2009年、メイアはNASA宇宙飛行士グループ20に準決勝進出者で選出された。 2013年6月の次の選考グループでは、NASA宇宙飛行士グループ21の訓練を受ける8人の宇宙飛行士候補者の1人としてメイアが選ばれた。2015年7月にトレーニングを完了した。
Adventures and Scientists for Conservationの科学諮問委員会のメンバーである。

## 国際宇宙ステーション第61/62次長期滞在ミッション
2019年9月25日、国際宇宙ステーション(ISS)の第61次および62次長期滞在ミッションのフライトエンジニアとしてソユーズMS-15によって打ち上げられた。2020年の春に地球に帰還する予定。
アメリカとスウェーデンの二重国籍を保持しているため、スウェーデン人として2番目の宇宙飛行士となり、スウェーデン人女性としては最初の宇宙飛行士となる。

## 私生活
青春時代にフルート、ピッコロ、サクソフォンを演奏し、古典文学を読むことを楽しんだ。スウェーデンの ストックホルム大学で学部時代を過ごした。スウェーデン語、ロシア語（宇宙飛行士の訓練に必要）を話す。レクリエーションにはサイクリング、ハイキング、ランニング、スキー、サッカー、スキューバダイビングを楽しんでおり、自家用操縦士の免許を持っている。

## 賞
以下を含む数々の賞を受賞している。
- 慈善教育機関（PEO）;
- Scholar Award（2008）; 大学の科学者に対する成果報酬（ARCS）;
- フェローシップ（2006）;
- ロッキードマーティンスペースオペレーションズ（LMSO）;
- 特別表彰賞（2002）;
- NASA JSC Space and Life Sciences Directorate Special Professional Achievement Award（2002）;
- ロッキードマーティンテクノロジーサービス「ライトニングアワード」（2002）